# Бурятська державна телерадіокомпанія
Бурятська державна телерадіокомпанія — найбільший засіб, масової інформації в регіоні.
Супутникове мовлення ДТРК «Бурятія» покриває всю територію Республіки Бурятія й сусідні регіони. У найближчі роки відповідно до концепції розвитку телерадіомовлення в Росії мовлення ДТРК «Бурятія» буде переведено в цифровий формат.